# Nguyễn Tiến Lâm
Nguyễn Tiến Lâm hay Nguyễn Tấn Lâm (阮進林, ?-1847), là danh tướng nhà Nguyễn trong lịch sử Việt Nam.

## Thân thế và sự nghiệp
Nguyễn Tiến Lâm là người huyện Hương Trà, tỉnh Thừa Thiên. Năm Minh Mạng thứ nhất (1821), ông được tuyển vào đội túc trực vệ Cẩm Y, trải thăng đến chức Phó vệ úy hữu vệ doanh Hổ Uy.
Năm 1834, ông được phái đến Ninh Bình, để cùng với Tổng thống Tạ Quang Cự đi dẹp cuộc nổi dậy Nông Văn Vân. Lập công, ông được thăng thụ Vệ úy. Khi đánh giải vây thành tỉnh Lạng Sơn thành công, ông lại được thưởng quân công một cấp.
Năm 1835, sung ông làm Tham tán, cử đi trấn giữ Cao Bằng. Ở đây ông hiệp cùng quân đạo Tuyên Thái, tiêu diệt được cuộc nổi dậy trên, được triệu về triều phong tước Ninh Lạc nam.
Năm 1837, ông được thăng làm Chưởng vệ. Năm sau (1838), ông lại được thăng thự Thống chế doanh Hùng Nhuệ. Năm 1840, ông kiêm giữ doanh Long Vũ, đến tháng 6 thì nhà vua chuẩn cho ông làm Thống chế thực thụ.
Lúc bấy giờ, Trấn Tây thành (tức Chân Lạp) không yên, nhà vua sung ông làm Tham tán đại thần, rồi cử sang bên ấy. Đến nơi, ông cùng với Kinh lược Phạm Văn Điển và tướng Nguyễn Công Trứ mang quân bốn vệ đi trấn áp cuộc nổi dậy của người Chân Lạp. Làm được việc, ông được thăng chức Kinh lược đại thần Trấn Tây.
Tháng 1 năm 1841, vua Minh Mạng mất, vua Thiệu Trị nối ngôi. Nguyễn Tiến Lâm cùng Tổng đốc Bùi Công Huyên dẫn quân đi đánh tan quân nổi dậy ở Sang Lung (Chân Lạp). Nhưng đến trận Ỷ La, vì không dám tấn công, mà phải xin quân của Nguyễn Tri Phương đến hội đánh nên ông bị giáng 2 cấp.
Khi ấy, ở phủ Lạc Hóa (nay là Trà Vinh) và Ba Xuyên (nay là Sóc Trăng) nổ ra cuộc nổi dậy của Lâm Sâm, của Sơn Tốt và Trần Lâm, lập tức Nguyễn Tiến Lâm và Bùi Công Huyên được điều động về nước để lo việc đánh dẹp.
Đến tháng 10 (âm lịch) năm Tân Sửu (1841), ông cùng với các tướng lãnh khác bình được xứ Lạc Hóa và Ba Xuyên. Lập đại công, Nguyễn Tiến Lâm được triệu về kinh khen thưởng, chuẩn cho thăng chức Đô Thống.
Năm 1845, thăng ông làm thự Tả quân, năm sau (1846) lại được thăng tước Ninh Lạc tử.
Thiệu Trị năm thứ 7 (1847), Nguyễn Tiến Lâm lâm bệnh nặng rồi mất. Nhà vua thương tiếc, chuẩn tặng cho ông hàm Phó Tả Đô thống.
Năm 1858, vua Tự Đức cho thờ ông trong đền Hiền Lương tại Huế.

## Hậu duệ
Nguyễn Tiến Lâm có một người con trai là Nguyễn Tiến Vị, được vua Tự Đức gả Phú Phong Công chúa Vĩnh Thụy (con gái thứ 17 của vua Minh Mạng), phong làm Phò mã Đô úy. Năm Tự Đức thứ 27 (1874), phò mã Vị qua đời, không có con nối dõi.
Một người con trai khác của ông Lâm là Nguyễn Tiến Phác, được tập phong Ninh Lạc nam, giữ chức Chưởng vệ sung Đề đốc. Con trai của Phác là Nguyễn Tiến Dinh, lấy Thông Lãng Công chúa Lương Nhàn (con gái thứ 54 của vua Minh Mạng), phong làm Phò mã Đô úy. Năm Tự Đức thứ 18 (1865), phò mã Dinh mất.

## Sách tham khảo
- Trần Trọng Kim, Việt Nam sử lược. Nhà xuất bản Tân Việt, Sài Gòn, 1968.
- Quốc sử quán triều Nguyễn, Đại Nam chính biên liệt truyện. Nhà xuất bản Văn Học, 2004.